# Ruža Petrović
Ruža Petrović (Hreljini blizu Cera, Žminj, 17. listopada 1911. - Pula, 24. kolovoza 1958.), istarska heroina, antifašistkinja i žrtva jednog od najokrutnijih fašističkih zločina u Istri.
Rođena je kao Roža Hrelja u mjestu Hreljini 17. listopada 1911. godine. Bila je najstarija od osmero djece u obitelji. Prije početka Drugog svjetskog rata udala se za Jakova Hrelju s kojim je imala dvije kćeri od kojih je jedna umrla nekoliko mjeseci nakon rođenja. Budući da je Jakov umro prije početka rata, Ruža se po drugi put udala za Vazmoslava Paškvalina Petrovića iz Režanaca.
Ipak, ono što je Ružu Petrović zabilježilo u istarskoj povijesti zbilo se tijekom nekoliko dana u srpnju 1944. godine. Zbog pomaganja partizanima odvedena je 22. srpnja 1944. iz sela Režanci u fašistički garnizon u Savičenti. Kako nije htjela odati partizane niti otkriti partizansku poštu, provela je noć u zatočeništvu. Sljedećeg dana nekoliko ju je fašista odvelo i na izlazu iz Savičente prema Režancima počelo mučiti i tući. Nakon što je dobila snažan udarac kundakom u čelo, vezali su je opasačima za stablo, nakon čega su joj zločinci bestijalno, nožem ili bajunetom, iskopali oči.
Nakon što je pronađena izmučena i poluživa, odvedena je u Pulu u bolnicu. Zbog ove je tragedije sve do smrti imala jake glavobolje koje su bile posljedica iskapanja očiju, a nakon tog zločina izgubila je osjet mirisa i okusa.
Poslije rata Ruža Petrović bila je jedna od utemeljiteljica Udruge slijepih Županije istarske - Pula, u kojoj je prva obnašala dužnost potpredsjednice.
Danas se uspomena na ovu hrabru mučenicu i junakinju može vidjeti u nazivima ulica, trgova i parkova u brojnim istarskim mjestima koji nose ime Ruže Petrović. Njeno ime nosio je i Dječji dom u Puli od svog osnutka 1945. pa sve do 1996. godine. Na mjestu nesreće uz cestu koja vodi iz Svetvinčenta u Režance podignut je spomenik u sjećanje na nju.

## Vanjske poveznice
- Kratki životopis Ruže Petrović s opširnijom pričom o stradanju  Arhivirana inačica izvorne stranice od 10. ožujka 2007. (Wayback Machine)